# Eulonus almus
Eulonus almus är en insektsart som beskrevs av Van Duzee 1925. Eulonus almus ingår i släktet Eulonus och familjen dvärgstritar. Inga underarter finns listade i Catalogue of Life.